# Jong-VLD
Jong-VLD (nederländska: Unga VLD) är ett belgiskt, liberalt ungdomsförbund. Förbundets moderparti är det Liberala partiet Öppna VLD vilka ledde den belgiska regeringen mellan 1999 och 2008. Sedan år 2010 är Wim Aerts förbundets ordförande. 
Jong-VLD är fullvärdig medlem i de båda liberala paraplyorganisationerna International Federation of Liberal Youth (IFLRY) och Liberal Youth Movement of the European Community (LYMEC)